# 鹅毛口遗址
鹅毛口遗址，位于山西省朔州市怀仁县城西北10公里，是中华人民共和国山西省文物保护单位之一。
1986年8月18日，授予山西省文物保护单位，是一座古遗址。遗址中发现少量陶器和大量上千件石器，石器按照形状功能分类有：石镰、石斧